# Маністік (Мічиган)
Маністік (англ. Manistique) — місто (англ. city) в США, в окрузі Скулкрафт штату Мічиган. Населення — 2828 осіб (2020).

## Географія
Маністік розташований за координатами 45°57′27″ пн. ш. 86°14′58″ зх. д. / 45.95750° пн. ш. 86.24944° зх. д. (45.957597, -86.249431).  За даними Бюро перепису населення США в 2010 році місто мало площу 9,09 км², з яких 8,25 км² — суходіл та 0,84 км² — водойми.

## Демографія
Згідно з переписом 2010 року, у місті мешкало 3097 осіб у 1383 домогосподарствах у складі 765 родин. Густота населення становила 341 особа/км².  Було 1617 помешкань (178/км²).
Расовий склад населення:
| - 86,0 % — білих - 9,7 % — корінних американців - 0,2 % — чорних або афроамериканців - 0,2 % — азіатів |

До двох чи більше рас належало 3,9 %. Частка іспаномовних становила 1,0 % від усіх жителів.
За віковим діапазоном населення розподілялося таким чином: 23,0 % — особи молодші 18 років, 56,4 % — особи у віці 18—64 років, 20,6 % — особи у віці 65 років та старші. Медіана віку мешканця становила 43,0 року. На 100 осіб жіночої статі у місті припадало 86,3 чоловіків;  на 100 жінок у віці від 18 років та старших — 83,6 чоловіків також старших 18 років.
Середній дохід на одне домашнє господарство  становив 36 278 доларів США (медіана — 25 821), а середній дохід на одну сім'ю — 49 840 доларів (медіана — 39 438). Медіана доходів становила 30 848 доларів для чоловіків та 29 290 доларів для жінок. За межею бідності перебувало 36,9 % осіб, у тому числі 55,9 % дітей у віці до 18 років та 18,8 % осіб у віці 65 років та старших.
Цивільне працевлаштоване населення становило 952 особи. Основні галузі зайнятості: освіта, охорона здоров'я та соціальна допомога — 31,2 %, мистецтво, розваги та відпочинок — 19,9 %, виробництво — 7,7 %, транспорт — 7,0 %.